# 科切尔
科切尔，是匈牙利佩斯州所辖的一个村。总面积67.28平方公里，总人口1905，人口密度28.3人/平方公里（2011年1月1日）。